# Colpotrochia azoba
Colpotrochia azoba är en stekelart som beskrevs av Ian D. Gauld och Sithole 2002. Colpotrochia azoba ingår i släktet Colpotrochia och familjen brokparasitsteklar. Inga underarter finns listade i Catalogue of Life.